# Épineuil-le-Fleuriel
Pour l’article homonyme, voir Épineuil.
Épineuil-le-Fleuriel est une commune française, située dans le département du Cher en région Centre-Val de Loire.
Le village doit sa célébrité à l'écrivain français Alain-Fournier lequel y a passé une partie de son enfance ; il le décrit dans son ouvrage Le Grand Meaulnes sous le nom de Sainte-Agathe.

## Géographie

### Localisation
Épineuil-le-Fleuriel se trouve dans le Cher entre Montluçon et Saint-Amand-Montrond. Cette commune est traversée par la Queugne et le Cher. Elle se trouve dans le canton de Châteaumeillant et l'arrondissement de Saint-Amand-Montrond. Le bourg le plus proche est celui de Vallon-en-Sully qui se situe dans le département voisin de l'Allier.
Épineuil-le-Fleuriel se trouve à 27 km de Montluçon, 23 km de Saint-Amand-Montrond, 86 km de la préfecture du Cher c'est-à-dire Bourges et 320 km de la capitale française Paris.
Si on considère le territoire métropolitain (avec ses îles), Épineuil-le-Fleuriel se situe pile au centre de la France.

### Climat
Pour des articles plus généraux, voir Climat du Centre-Val de Loire et Climat du Cher.
En 2010, le climat de la commune est de type climat océanique dégradé des plaines du Centre et du Nord, selon une étude du CNRS s'appuyant sur une série de données couvrant la période 1971-2000. En 2020, Météo-France publie une typologie des climats de la France métropolitaine dans laquelle la commune est exposée à un climat océanique altéré et est dans la région climatique  Ouest et nord-ouest du Massif Central, caractérisée par une pluviométrie annuelle de 900 à 1 500 mm, maximale en automne et en hiver.
Pour la période 1971-2000, la température annuelle moyenne est de 11,7 °C, avec une amplitude thermique annuelle de 15,7 °C. Le cumul annuel moyen de précipitations est de 730 mm, avec 10,8 jours de précipitations en janvier et 7,3 jours en juillet. Pour la période 1991-2020, la température moyenne annuelle observée sur la station météorologique la plus proche, située sur la commune d'Orval à 20 km à vol d'oiseau, est de 12,3 °C et le cumul annuel moyen de précipitations est de 757,1 mm,. Pour l'avenir, les paramètres climatiques de la commune estimés pour 2050 selon différents scénarios d'émission de gaz à effet de serre sont consultables sur un site dédié publié par Météo-France en novembre 2022.

## Urbanisme

### Typologie
Au 1er janvier 2024, Épineuil-le-Fleuriel est catégorisée commune rurale à habitat très dispersé, selon la nouvelle grille communale de densité à 7 niveaux définie par l'Insee en 2022.
Elle est située hors unité urbaine et hors attraction des villes,.

### Occupation des sols
L'occupation des sols de la commune, telle qu'elle ressort de la base de données européenne d’occupation biophysique des sols Corine Land Cover (CLC), est marquée par l'importance des territoires agricoles (93,8 % en 2018), une proportion sensiblement équivalente à celle de 1990 (94,3 %). La répartition détaillée en 2018 est la suivante : 
prairies (43,7 %), terres arables (34,3 %), zones agricoles hétérogènes (15,8 %), forêts (4,1 %), zones urbanisées (1,2 %), eaux continentales (0,6 %), milieux à végétation arbustive et/ou herbacée (0,3 %).
L'évolution de l’occupation des sols de la commune et de ses infrastructures peut être observée sur les différentes représentations cartographiques du territoire : la carte de Cassini (XVIIIe siècle), la carte d'état-major (1820-1866) et les cartes ou photos aériennes de l'IGN pour la période actuelle (1950 à aujourd'hui).

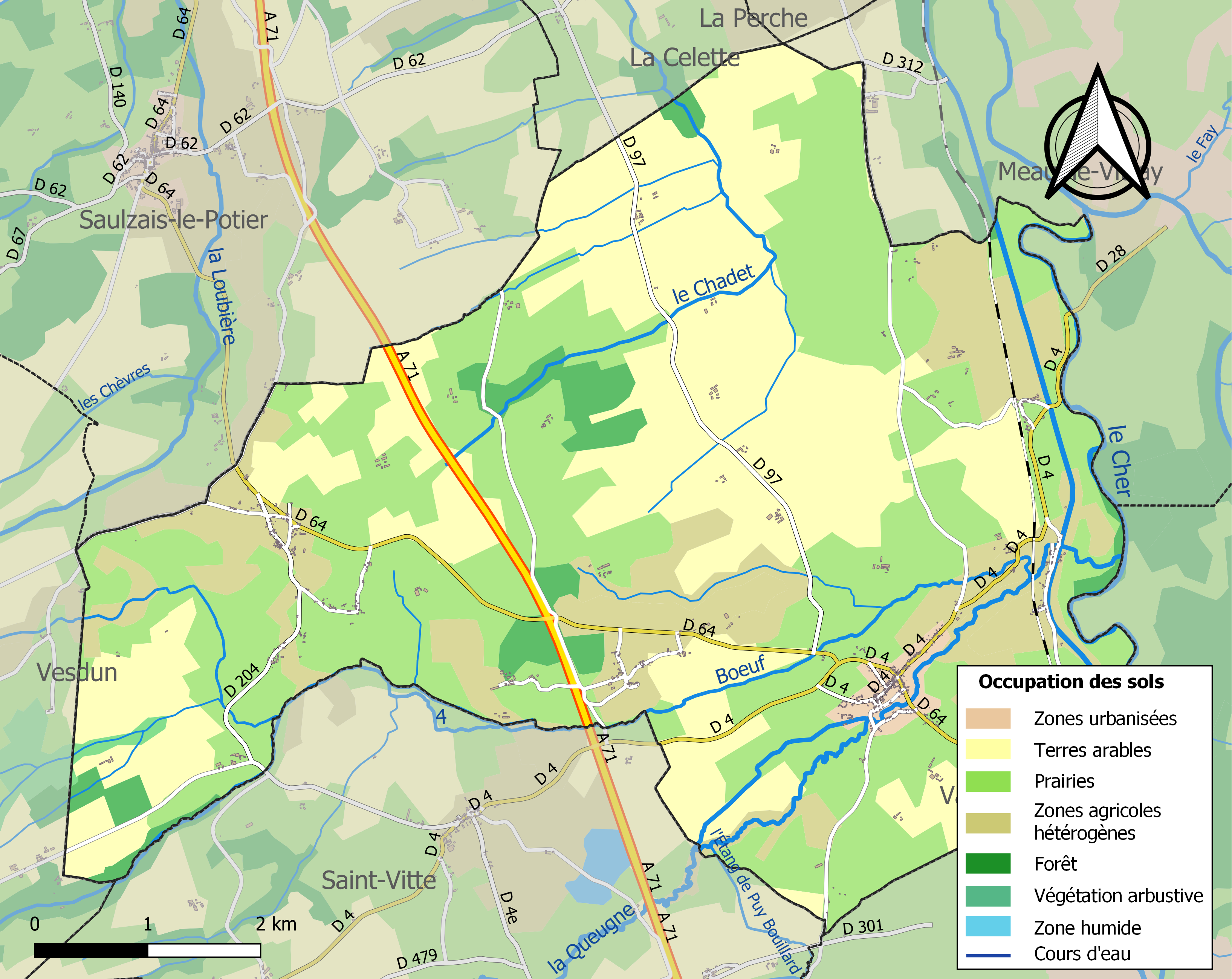
Carte des infrastructures et de l'occupation des sols de la commune en 2018 (CLC).

### Communes limitrophes
Les communes limitrophes d'Épineuil-le-Fleuriel sont : Meaulne-Vitray, Saint-Vitte, Vallon-en-Sully, Saulzais-le-Potier, La Celette, La Perche, Le Brethon et Vesdun.

### Lieux-dits
La Mariatte, La Surprise, Le Champ Blanc, Le Font A Grille, Le Moulin de Cornençay, Le Portu, Les Bergerats, Les Gerpins, Les Margueuriaux, Les Raies, La Queugne, La Villatte, Le Champ de Vallon, Le Grand Bœuf, Le Moulin Drot, Le Pré Breux, Les Bernardons, Les Greniers, Les Merrosses, Les Riaudes, La Rue, Le Bourg, Le Champs des  Barres, Le Mat, Le Petit Bœuf, Les Auberts, Les Contemines, Les Landats, Les Petits Coins, Les Turlons, La Sence, Le Breu, Le Chetif Bois, Le Moulin, Le Pont Chambrette, Les Bardais, Les Durands, Les Marmounets, Les Pinaudats, Champfort, La Bouchatte, Le Château de Cornençay, La Chaume, Ecluse de Grand Fond, La Croix Lombrée, Grand fond, La Jobinière, Lieu-dit Antoinette, Lieu-dit Fougerolle, Villeneuve, Beaufauche, Estivaux, Neuville, Piaujean, Channay.

### Géologie et Relief
Épineuil-le-Fleuriel se trouve à une altitude moyenne de 212 m. Le bourg se trouve à une altitude minimum de 163 m et maximum 260 m.

### Risques majeurs
Le territoire de la commune d'Épineuil-le-Fleuriel est vulnérable à différents aléas naturels : météorologiques (tempête, orage, neige, grand froid, canicule ou sécheresse), inondations, mouvements de terrains et séisme (sismicité faible). Il est également exposé à deux risques technologiques, le transport de matières dangereuses et la rupture d'un barrage, et à un risque particulier : le risque de radon. Un site publié par le BRGM permet d'évaluer simplement et rapidement les risques d'un bien localisé soit par son adresse soit par le numéro de sa parcelle.

#### Risques naturels
Certaines parties du territoire communal sont susceptibles d’être affectées par le risque d’inondation par débordement de cours d'eau, notamment le Cher, le canal de Berry, la Queugne, le Bœuf et le Chadet. La commune a été reconnue en état de catastrophe naturelle au titre des dommages causés par les inondations et coulées de boue survenues en 1982 et 1999,.

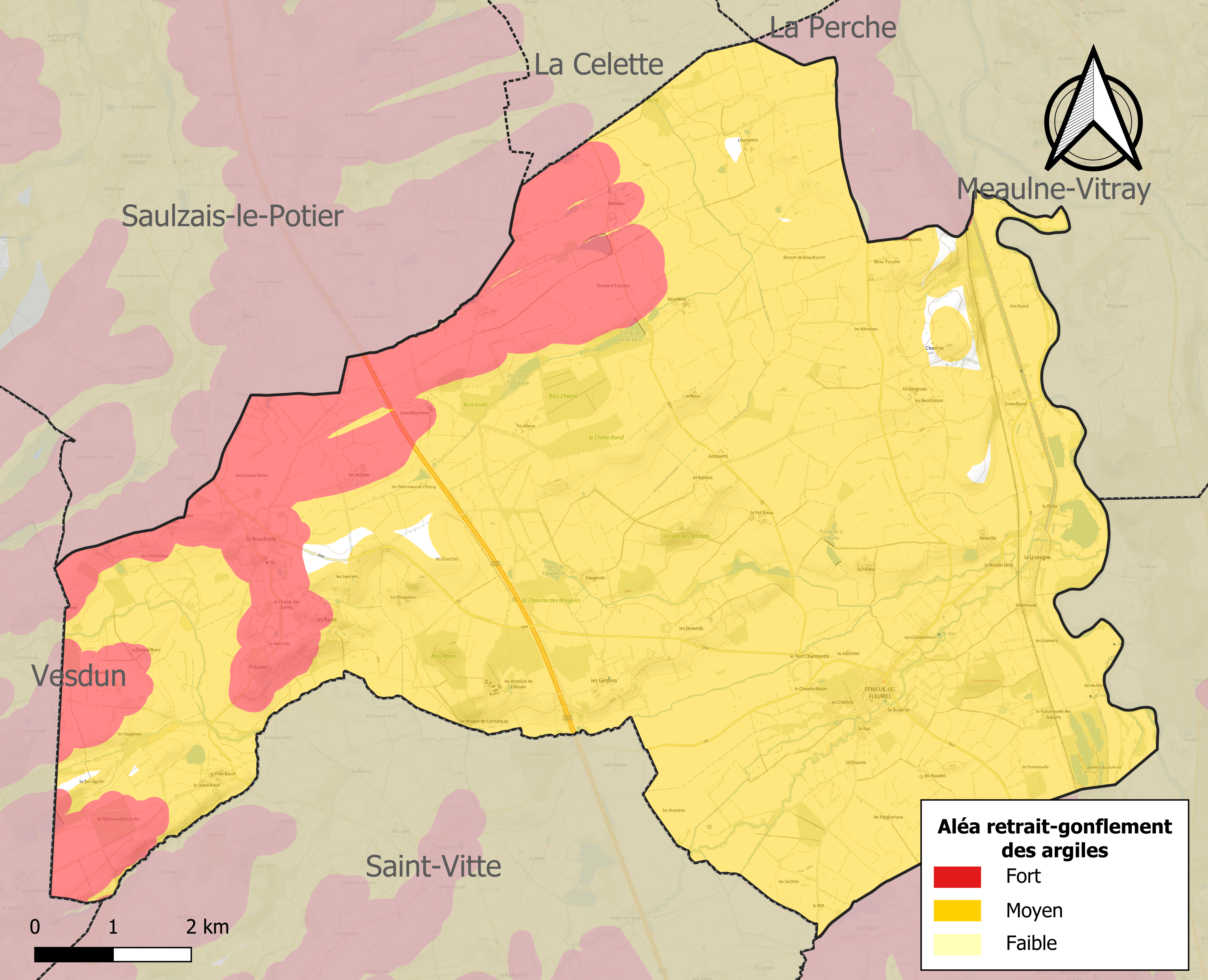
Carte des zones d'aléa retrait-gonflement des sols argileux d'Épineuil-le-Fleuriel.

La commune est vulnérable au risque de mouvements de terrains constitué principalement du retrait-gonflement des sols argileux. Cet aléa est susceptible d'engendrer des dommages importants aux bâtiments en cas d’alternance de périodes de sécheresse et de pluie. 99 % de la superficie communale est en aléa moyen ou fort (90 % au niveau départemental et 48,5 % au niveau national). Sur les 324 bâtiments dénombrés sur la commune en 2019, 324 sont en aléa moyen ou fort, soit 100 %, à comparer aux 83 % au niveau départemental et 54 % au niveau national. Une cartographie de l'exposition du territoire national au retrait gonflement des sols argileux est disponible sur le site du BRGM,.
Concernant les mouvements de terrains, la commune a été reconnue en état de catastrophe naturelle au titre des dommages causés par la sécheresse en 1994, 2018 et 2020 et par des mouvements de terrain en 1999.

#### Risques technologiques
Le risque de transport de matières dangereuses sur la commune est lié à sa traversée par des infrastructures routières ou ferroviaires importantes ou la présence d'une canalisation de transport d'hydrocarbures. Un accident se produisant sur de telles infrastructures est en effet susceptible d’avoir des effets graves au bâti ou aux personnes jusqu’à 350 m, selon la nature du matériau transporté. Des dispositions d’urbanisme peuvent être préconisées en conséquence.
La commune est en outre située en aval du barrage de Rochebut, de classe A et faisant l'objet d'un PPI. À ce titre elle est susceptible d’être touchée par l’onde de submersion consécutive à la rupture de cet ouvrage.

#### Risque particulier
Dans plusieurs parties du territoire national, le radon, accumulé dans certains logements ou autres locaux, peut constituer une source significative d’exposition de la population aux rayonnements ionisants. Toutes les communes du département sont concernées par le risque radon à un niveau plus ou moins élevé. Selon la classification de 2018, la commune d'Épineuil-le-Fleuriel est classée en zone 2, à savoir zone à potentiel radon faible mais sur lesquelles des facteurs géologiques particuliers peuvent faciliter le transfert du radon vers les bâtiments.

## Toponymie
Le nom Épineuil-le-Fleuriel signifie épine fleurie.
Autrefois, ce village s'appelait Épineuil et la commune limitrophe Saint-Vitte s’appelait Saint-Vitte-le-Fleuriel.
En 1840, Épineuil a pris le nom Fleuriel à Saint-Vitte. Épineuil est donc devenu Épineuil-le-Fleuriel et Saint-Vitte-le-Fleuriel, Saint-Vitte.

## Histoire

### Révolution
En 1792-1793, Jean-Baptiste Petitjean (v. 1740 - ap. 1793), curé d'alors – acquis aux idées nouvelles et "partageux" comme Babeuf – provoque un soi-disant "soulèvement de la population" d'Épineuil, à propos des abus qu'il constate dans l'application de la Révolution française. La garde nationale de  Saint-Amand doit intervenir. Le curé et ses partisans sont arrêtés, jugés et condamnés, mais finalement le curé est libéré par le représentant du pouvoir révolutionnaire dans le Cher, le citoyen Laplanche. En fin de compte, Torné – l'évêque constitutionnel de Bourges – déplace ce curé "agitateur" à  Saint-Caprais. « Cet incident fit donner par la suite le nom de "prêtre communiste" à ce curé berrichon philanthrope ».

### Période contemporaine
Le 4 mai 1940, le train de nuit express Aurillac-Paris, passant sur la ligne entre Montluçon et Vierzon, qui traverse l'est de la commune le long du canal de Berry, dérailla à 1h20 du matin à cause d'un effondrement du remblai à son passage, dû aux fortes crues du Cher. L'accident provoqua la mort de 33 personnes.

## Politique et administration

### Liste des maires[23]
| Période                                  | Période       | Identité                    | Étiquette | Qualité                                                  |
| ---------------------------------------- | ------------- | --------------------------- | --------- | -------------------------------------------------------- |
| Les données manquantes sont à compléter. |               |                             |           |                                                          |
| 1790                                     | 1791          | Bord De Grand Fond          |           |                                                          |
| 1791                                     | 1793          | Jamet Gilbert               |           |                                                          |
| 1793                                     | 1795          | Débize Gilbert              |           |                                                          |
| 1795                                     | 1797          | Feaux François              |           |                                                          |
| 1797                                     | 1799          | Débize Marc                 |           |                                                          |
| 1799                                     | 1803          | Lelonte Jean-Baptiste       |           |                                                          |
| 1803                                     | 1814          | Délize Marc                 |           |                                                          |
| 1814                                     | 1816          | Bardonnet Cornancais        |           |                                                          |
| 1816                                     | 1830          | Dantigny Pierre-Charles     |           |                                                          |
| 1830                                     | 1839          | Bidault Didier              |           |                                                          |
| 1839                                     | 1848          | De Baudonnet Arthur         |           | Conseiller général                                       |
| 1848                                     | 1848          | Simmonet Gilbert            |           |                                                          |
| 1848                                     | 1849          | Chambon Jules-Mathias       |           |                                                          |
| 1849                                     | 1851          | Simmonet Jean-Baptiste      |           |                                                          |
| 1851                                     | 1853          | Dantigny Pierre-Charles     |           |                                                          |
| 1853                                     | 1869          | Dantigny Pierre-Jules       |           |                                                          |
| 1869                                     | mai 1871      | Bidault Frédéric            |           |                                                          |
| mai 1871                                 | juin 1876     | Girard de Villesaison Louis |           |                                                          |
| juin 1876                                | mai 1884      | Bidault Frédéric            |           |                                                          |
| mai 1884                                 | mai 1892      | Lalliot Jean-Baptiste       |           |                                                          |
| mai 1892                                 | mai 1896      | Olivier Jean-Baptiste       |           |                                                          |
| mai 1896                                 | octobre 1902  | Rabot Gaston                |           |                                                          |
| octobre 1902                             | novembre 1905 | De Fadate Emile             |           |                                                          |
| novembre 1905                            | mai 1929      | Dumas Gilbert Alexandre     |           |                                                          |
| mai 1929                                 | octobre 1942  | Boujardon Vincent           |           |                                                          |
| octobre 1942                             | 1944          | Pérony Jean                 |           |                                                          |
| 1944                                     | novembre 1944 | Vincent Boujardon           |           |                                                          |
| novembre 1944                            | mai 1945      | Vénuat Auguste              |           |                                                          |
| mai 1945                                 | octobre 1947  | Lucien Billon               |           |                                                          |
| octobre 1947                             | mars 1951     | Bénézit Jules               |           |                                                          |
| mars 1951                                | mai 1953      | Léon Auclair                |           |                                                          |
| mai 1953                                 | mars 1983     | Émile Fayat                 |           |                                                          |
| mars 1983                                | mars 1995     | Robert Judet                |           |                                                          |
| mars 1995                                | mars 2008     | Jean Regrain                |           |                                                          |
| mars 2008                                | juillet 2020  | Philippe Amizet             |           | Retraité des artisans, commerçants et chefs d'entreprise |
| juillet 2020                             | En cours      | Mylène Pierrard,            |           | Agricultrice sur moyenne exploitation                    |

### Administration municipale
Épineuil-le-Fleuriel compte 11 conseillers car c'est une commune de moins de 500 habitants.
Le nombre d'habitants en 2015 était de 473.

## Population et société

### Enseignement
Il y avait deux écoles sur la commune. L'école actuelle, construite en 1870, était celle des filles et la Maison-école du Grand Meaulnes était l'école des garçons. À partir de 1946, les écoles sont devenues mixtes. Pour l'école des filles, il y avait des institutrices et pour celle des garçons, des instituteurs.

### Sport
La commune d'Épineuil-le-Fleuriel possède un club d'équitation, un terrain de basket et un terrain de football. Dans la commune voisine de Meaulne, il y a deux terrains de tennis, un terrain de football, un club de danse, un club de football et un complexe sportif. La commune de Vallon-en-Sully possède un club de taekwondo, un club de  football, un club de danse, un club de tennis, des terrains de football, de tennis et de cross.

## Démographie
L'évolution du nombre d'habitants est connue à travers les recensements de la population effectués dans la commune depuis 1793. Pour les communes de moins de 10 000 habitants, une enquête de recensement portant sur toute la population est réalisée tous les cinq ans, les populations de référence des années intermédiaires étant quant à elles estimées par interpolation ou extrapolation. Pour la commune, le premier recensement exhaustif entrant dans le cadre du nouveau dispositif a été réalisé en 2008.

En 2022, la commune comptait 447 habitants, en évolution de −0,45 % par rapport à 2016 (Cher : −2,48 %, France hors Mayotte : +2,11 %).
| 1793 | 1800 | 1806 | 1821 | 1831  | 1836  | 1841  | 1846  | 1851  |
| ---- | ---- | ---- | ---- | ----- | ----- | ----- | ----- | ----- |
| 812  | 906  | 942  | 980  | 1 074 | 1 099 | 1 001 | 1 061 | 1 094 |

| 1856  | 1861  | 1866  | 1872  | 1876  | 1881  | 1886  | 1891  | 1896  |
| ----- | ----- | ----- | ----- | ----- | ----- | ----- | ----- | ----- |
| 1 067 | 1 058 | 1 286 | 1 360 | 1 310 | 1 409 | 1 376 | 1 432 | 1 259 |

| 1901  | 1906  | 1911  | 1921  | 1926 | 1931 | 1936 | 1946 | 1954 |
| ----- | ----- | ----- | ----- | ---- | ---- | ---- | ---- | ---- |
| 1 287 | 1 304 | 1 250 | 1 066 | 958  | 935  | 878  | 819  | 819  |

| 1962 | 1968 | 1975 | 1982 | 1990 | 1999 | 2006 | 2008 | 2013 |
| ---- | ---- | ---- | ---- | ---- | ---- | ---- | ---- | ---- |
| 729  | 681  | 578  | 551  | 478  | 414  | 448  | 456  | 458  |

| 2018 | 2022 | - | - | - | - | - | - | - |
| ---- | ---- | - | - | - | - | - | - | - |
| 436  | 447  | - | - | - | - | - | - | - |

## Culture locale et patrimoine

### Lieux et monuments
- Maison-école du Grand Meaulnes. L'ensemble est conservé dans un état proche de celui qu'a connu l'écrivain à la fin du XIXe siècle. La maison est inscrite au titre des monuments historiques en 1972[31].
- Château de Cornançay inscrit au titre des monuments historiques en 1994[32] du XVIIIe siècle, source d'inspiration du "domaine mystérieux" dans le Grand Meaulnes.
- Canal de Berry, avec une double écluse et le pont-canal de la Queugne au hameau éponyme.
- Église Saint-Martial d'Épineuil-le-Fleuriel[33]  (XIIe – XIIIe siècles).
- Motte féodale[34].

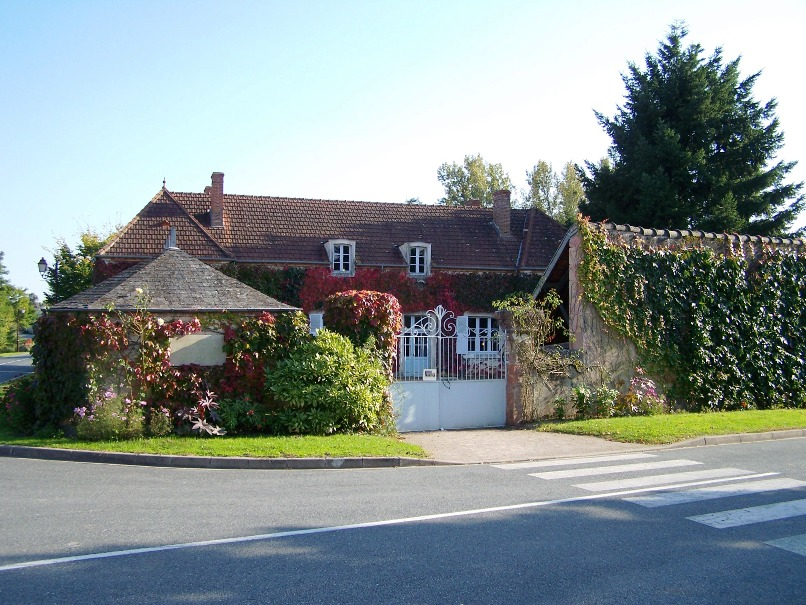
Maison-école Grand Meaulnes.
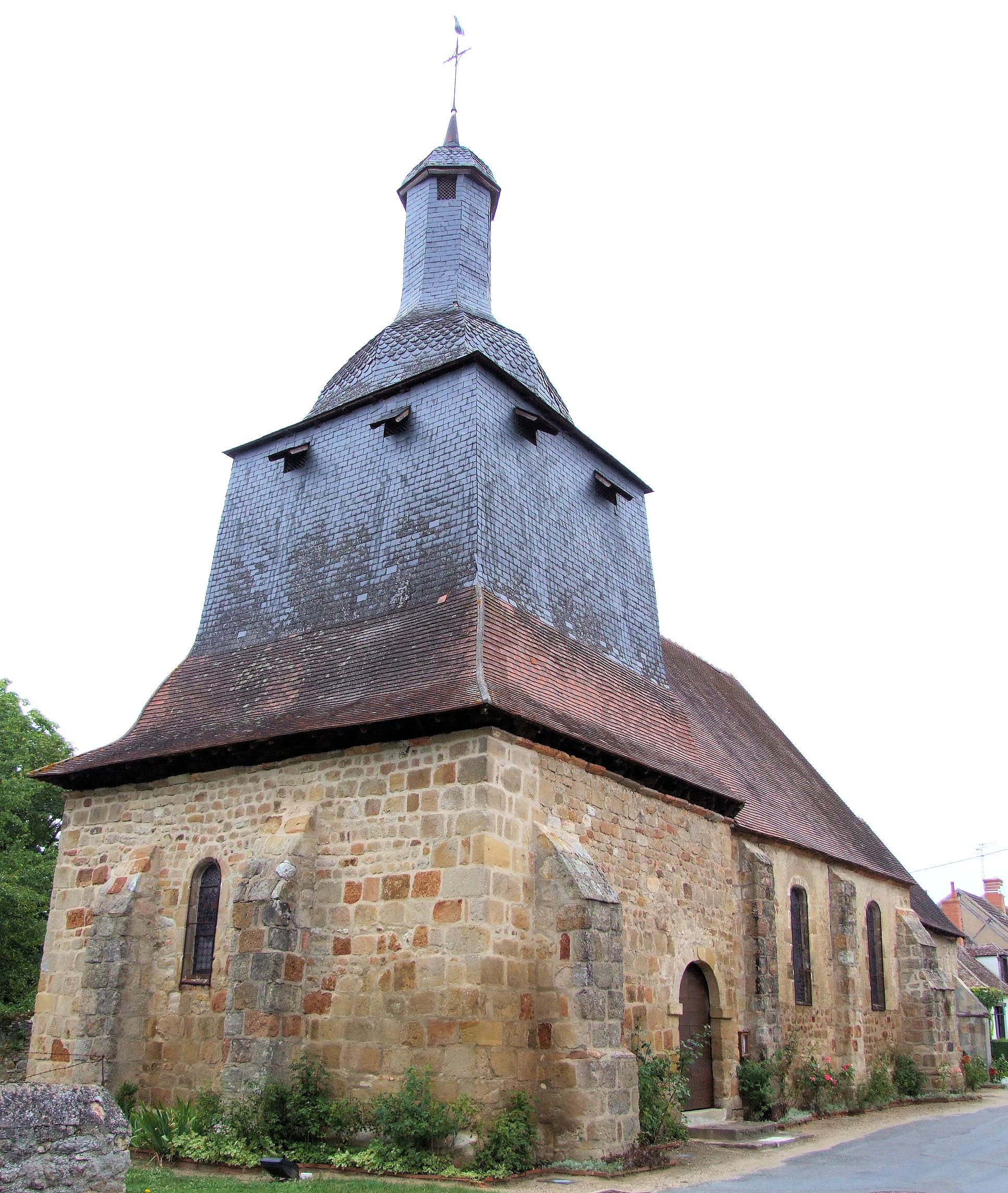
Église Saint-Martial
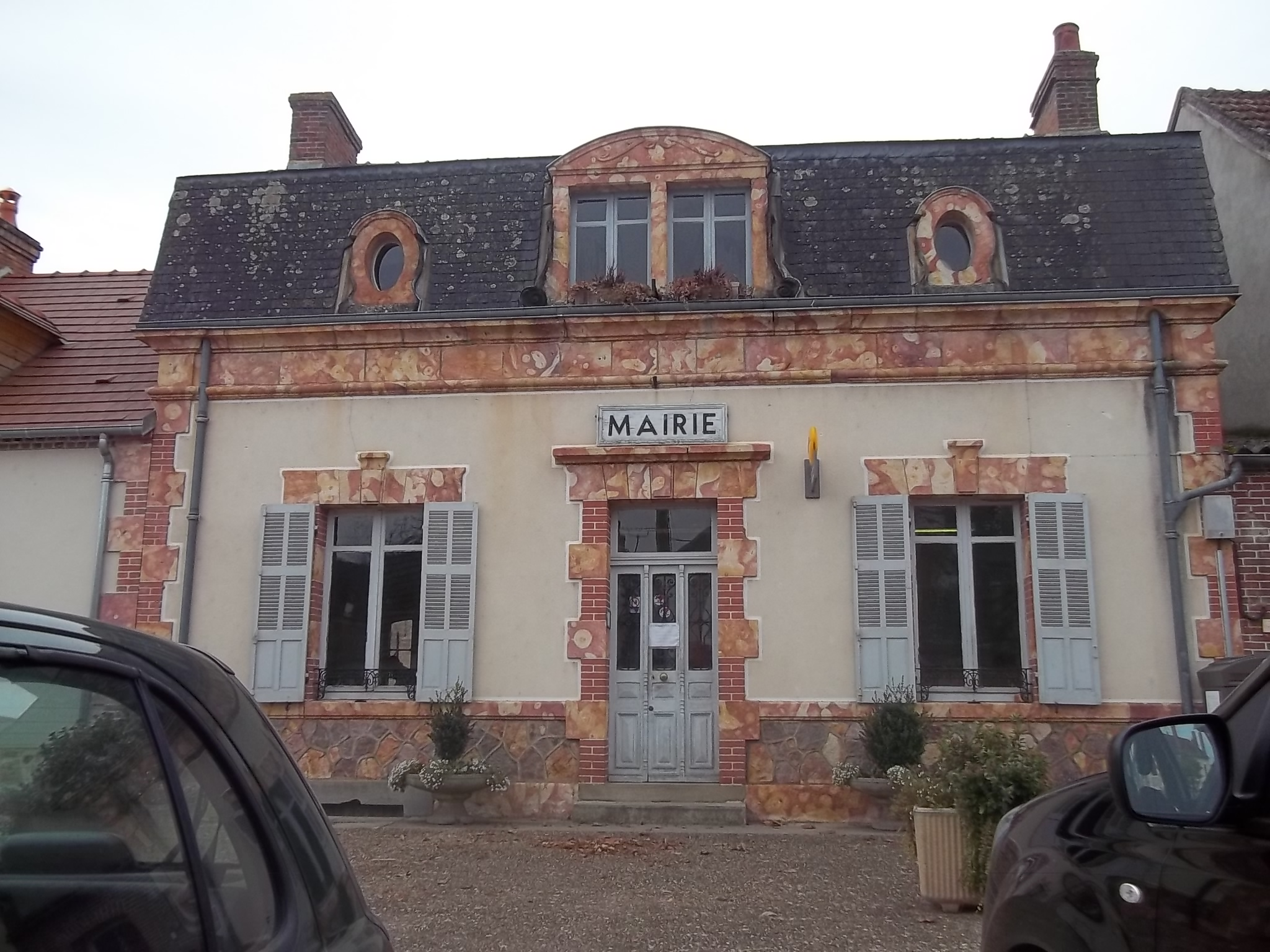
La mairie d'Épineuil-le-Fleuriel
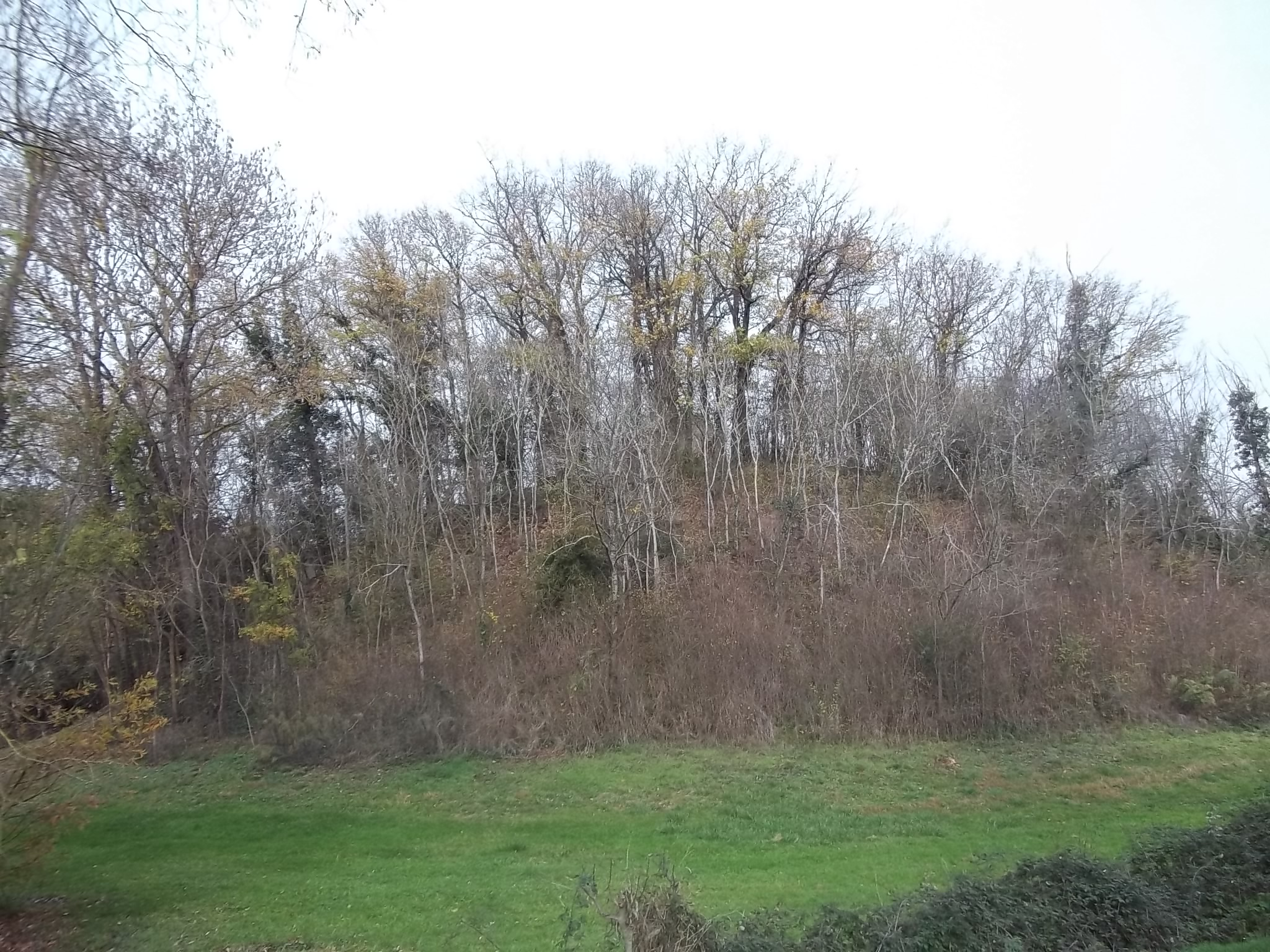
La motte féodale d'Épineuil-le-Fleuriel
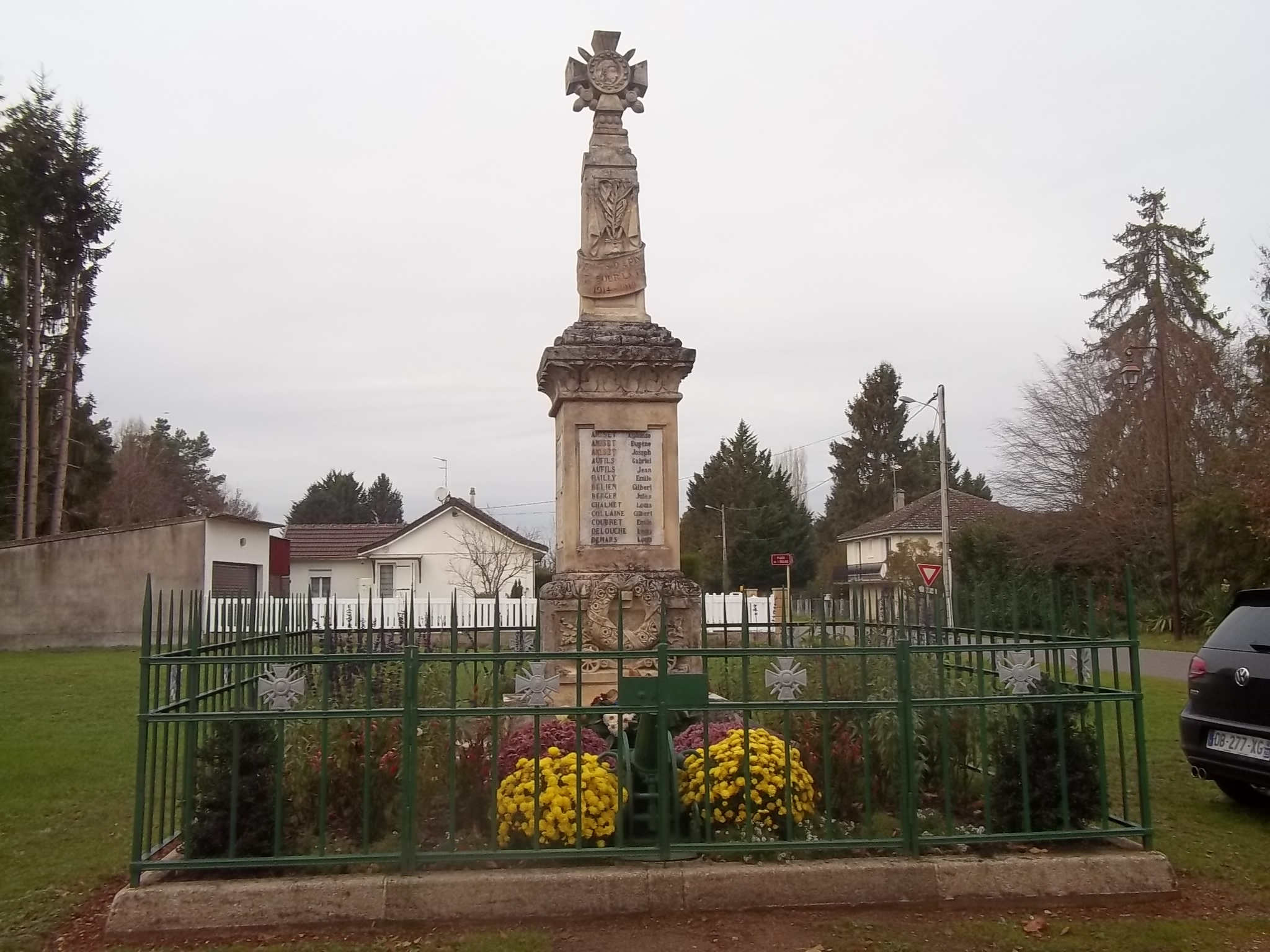
Le monument aux morts d'Épineuil-le-Fleuriel
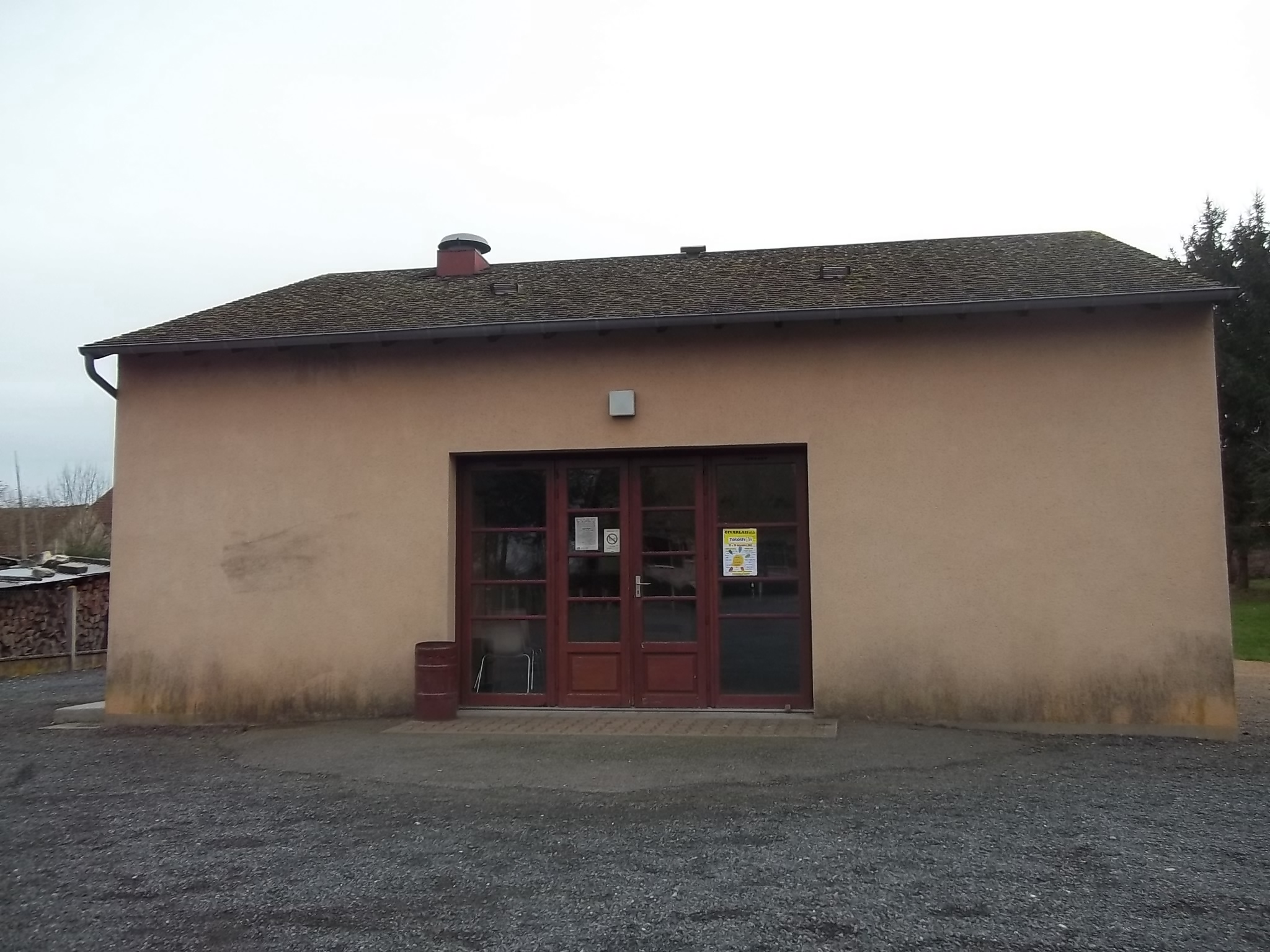
La salle des fêtes d'Épineuil-le-Fleuriel

### Personnalités liées à la commune
- Alexandre Dumas (1852-1941), maire de Montluçon (1888-1892), député de l'Allier (1889-1893) ; il a été maire d'Épineuil et il y est mort.
- Alain-Fournier (1886-1914), écrivain français, auteur du Grand Meaulnes en 1913, a vécu une partie de son enfance (de 1891 à 1898) à Épineuil où ses parents étaient instituteurs. La commune est appelée Sainte-Agathe dans le roman.
- Isabelle Rivière sœur d'Alain-Fournier est une femme de lettres
- Bernard Stiegler (1952-2020), philosophe, réside dans la commune où il emménage en 2012 dans un ancien moulin, propriété de la famille de sa femme Caroline[35]. Il organise dans la ville l'académie d'été d'Ars Industrialis, association qu'il a créée en 2005[36]. Il est mort dans sa maison en mettant fin à ses jours le 5 août 2020[37].